# Carvacrol
Carvacrolul (denumit și cimofenol) este o monoterpenă fenolică derivată de la p-cimen cu formula C10H14O, izomer cu timolul. Carvacrolul are un miros înțepător, de oregano.
Carvacrolul este prezent în uleiul esențial de sovârf sau oregano (Origanum vulgare) și în uleiul de cimbru. Uleiul esențial al subspeciilor de Thymus conține între 5% și 75% of carvacrol. Maghiranul (Origanum majorana) și specia Origanum dictamnus sunt bogate în carvacrol, având un conținut de 50% și respectiv 60-80%.
Carvacrolul are acțiune antiseptică